# 제9회 부산국제어린이청소년영화제
제9회 부산국제어린이청소년영화제는 2014년 7월 23일에 열린 시상식이다.

## 수상 및 후보

### 마법의 필름 상
- 투탐정의 친구찾기 - 두근두근방과후 협동조합 씨네키즈팀 수상

### 마음의 별빛 상
- 나의 수호천사! - 팽연지 수상

### 파란하늘상
- 부메랑 - 배형준 수상

### 넓은바다상
- 우리 할아버지는 잠수부에요 - 루 지안 슌 외 1명 수상

### 맑은바람상
- 스마트 프렌드 - 이은수 수상

### 관객인기 상
- 투탐정의 친구찾기 - 두근두근방과후 협동조합 씨네키즈팀 수상

### 이야기놀이상
- 해님달님 - 목운초 영화반 수상

### 아시아타이업상
- 신기한 연필 - 이정현 수상

### 레디~액션!
- 선글라스 - 목운초 영화반
- 방과후 - 학교에 남은 아이들 - 황정희
- 해님달님 - 목운초 영화반
- 나의 수호천사! - 팽연지
- 살아있네, 살아있어! - 김은서 외 2명
- 9월 17일 - 박송은
- 부메랑 - 배형준
- 친구들아 함께 가자, 자연 초등학교 - 김소원 외 6명
- 투명인간은 외로워 - 권혜령
- 투탐정의 친구찾기 - 두근두근방과후 협동조합 씨네키즈팀
- 핸드폰 도둑의 진실 - 박가은
- 신기한 연필 - 이정현
- 거미줄 - 키즈캠
- 고양이
- 은하수 - 키즈캠
- 마법의 공
- 스마트 프렌드 - 이은수
- 우리 할아버지는 잠수부에요 - 루 지안 슌 외 1명
- 우리 동네 한 가운데 우리 학교 - MICE CHILDREN FILM FESTIVAL
- 보물찾기 - 칭 웨이 왕 외 1명

### 큰나래 모음
- 오세암 - 박철수
- 오세암 - 성백엽
- 우리별 일호와 얼룩소 - 장형윤
- 카팔 - 야생딸기들 - 바툴 묵티어
- 피들스틱스 - 바이트 헬머
- 암카의 세가지 절대원칙 - 바바 아흐메드
- 피부색깔=꿀색 - 융 외 1명

### 작은나래 모음
- 휴마니써스 - 잉-팡 쉔
- 마틸드 - 비토 팰미에리
- 안나, 그 아름다운 눈길 - 비토 팰미에리
- 기러기아빠 - 김유리
- 내 작은 동생 - 김소영
- 행상 소년의 소원 - 페이 펜 왕
- 버니, 아빠를 알아야 해 - 타티아나 스콜룹키나
- 살아 숨쉬는 그림 - 타티아나 스콜룹키나
- 방문자 - 타티아나 스콜룹키나
- 버드나무 아이 - 이소현
- 문즈 - 아스린 마무디
- 필린의 소중한 숲 - 마를린 반 더 베르프
- 선생님의 꽃 - 다니엘 이라비엔 페니체
- 두 눈에 비 - 리타 바술토
- 라미 - 크리스토프 드파예
- 그라미의 서커스 쇼 - 신창환
- 얼음소녀 전기소녀 - 조소흠
- 용감한 선장 - 카트리나 매더스 외 1명
- 콩나물 - 윤가은
- 받아쓰기 - 크리스토프 뮐러
- 친해지기 - 구안유 첸
- 이런 꿈 - 자비 나바로
- 허풍선이 과학쇼, 뤼미에르 형제 편 - Grafizix 외 1명
- 세상의 꼭대기 - 알투로 카스트로 고도이
- 나는 자랑스런 태극기 앞에 - 유용지
- 두 형제들 - 워라웃 락차이
- 미스터 허블롯 - 로랑 비츠
- 피스, 피스 - 박재인
- 회색의 그늘 - 알렉산드라 아베리야노바
- 폴링 플래인즈 - 마리오 피레따
- 거대한 드워프 - 파비엔 지젠다너

### 텐트극장-옹기종기
- 변신 싸움소 바우 - 스튜디오 게일
- 삐쭉삐쭉 반짝반짝 골목 가게 - 족 시아오
- 물고기는 어디 있나 - 엔산 황
- 종이봉투소년 - 엔산 황
- 라미 - 크리스토프 드파예
- 피고 지는 꽃 - 이고은

### 야외극장-달빛별빛
- 엄마 - 나루세 미키오
- 구니스 - 리처드 도너
- 해리 포터와 마법사의 돌 - 크리스 콜럼버스